# Objaśnienia żądane
Objaśnienia żądane – autorski komentarz Cypriana Kamila Norwida do własnego wiersza Do L. K. z 1861.

## OObjaśnieniach
Objaśnienia żądane stanowi autorski komentarz do, jak go sam Norwid nazwał, ciemnego madrygału, wiersza Do L.K., adresowanego do Ludwiki Kuczyńskiej (później Ostrowskiej), której wiersz i komentarz ofiarował w listopadzie 1861. Tekst stanowi ważny komentarz do całej dojrzałej poezji Norwida i jedną z kluczowych wypowiedzi dotyczących jego poetyki. Autograf został odnaleziony w 1916 w Korczewie w archiwum Kuczyńskich-Ostrowskich przez Zygmunta Mysłakowskiego i Krystyna Ostrowskiego i opublikowany w numerze 6 Sfinksa z 1916 pod tytułem Nieznane utwory.

## Treść
Są dwa rodzaje pieśni. Pierwsza – to pieśń Natury. Jej rytmem jest wiosna. Zawsze będzie istnieć, bo jest natchniona porządkiem przyrodzenia. Od słowika poczynając wszystkie stworzenia muszą w niej uczestniczyć. Nie rozwija się w niej pojedynczy głos i świadomość pieśni – dlatego jest pełnią. Jej ułomnością jest konieczność śpiewu.
Druga pieśń jest pieśnią Historii. Jej zaletą nie jest pełnia, lecz świadomość pojedynczego głosu. Gedeon zwołuje trzydzieści dwa tysiące uzbrojonych mężów. Wydaje mu się to zanadto, pozostawia dziesięć tysięcy, wreszcie tylko trzystu wojowników. Nie walczy bowiem naturalną siłą przyrodzenia, ale ponadnaturalnym pojęciem obowiązku. I zwycięża.  
Jak więc pieśń Natury jest piękna przez to, że bezwiedna, tak pieśń Historii przeciwnie dąży do najtrzeźwiejszego przeświadczenia. Człowieczeństwo nie jest jeszcze dość silne i raczej się dozbraja niż rozbraja. Nie szuka jeszcze nadnaturalnej energii sumień. Każdego kto by na tej drodze stanął przywitałyby kamienie, jak niegdyś proroków. Fryderyk Wielki i inni wielcy wojownicy nie stanęliby po stronie postępu pieśni. Ale ona zwycięży. 
Każdy śpiewak dzisiaj staje po jednej lub po drugiej stronie. Najlepiej jednak robi, kto ani bezwłasnowolnością Natury zanadto się nie upaja, ani nie traci z oczu historycznej rewolucji przyrodzenia. 